# Hotel Eggers

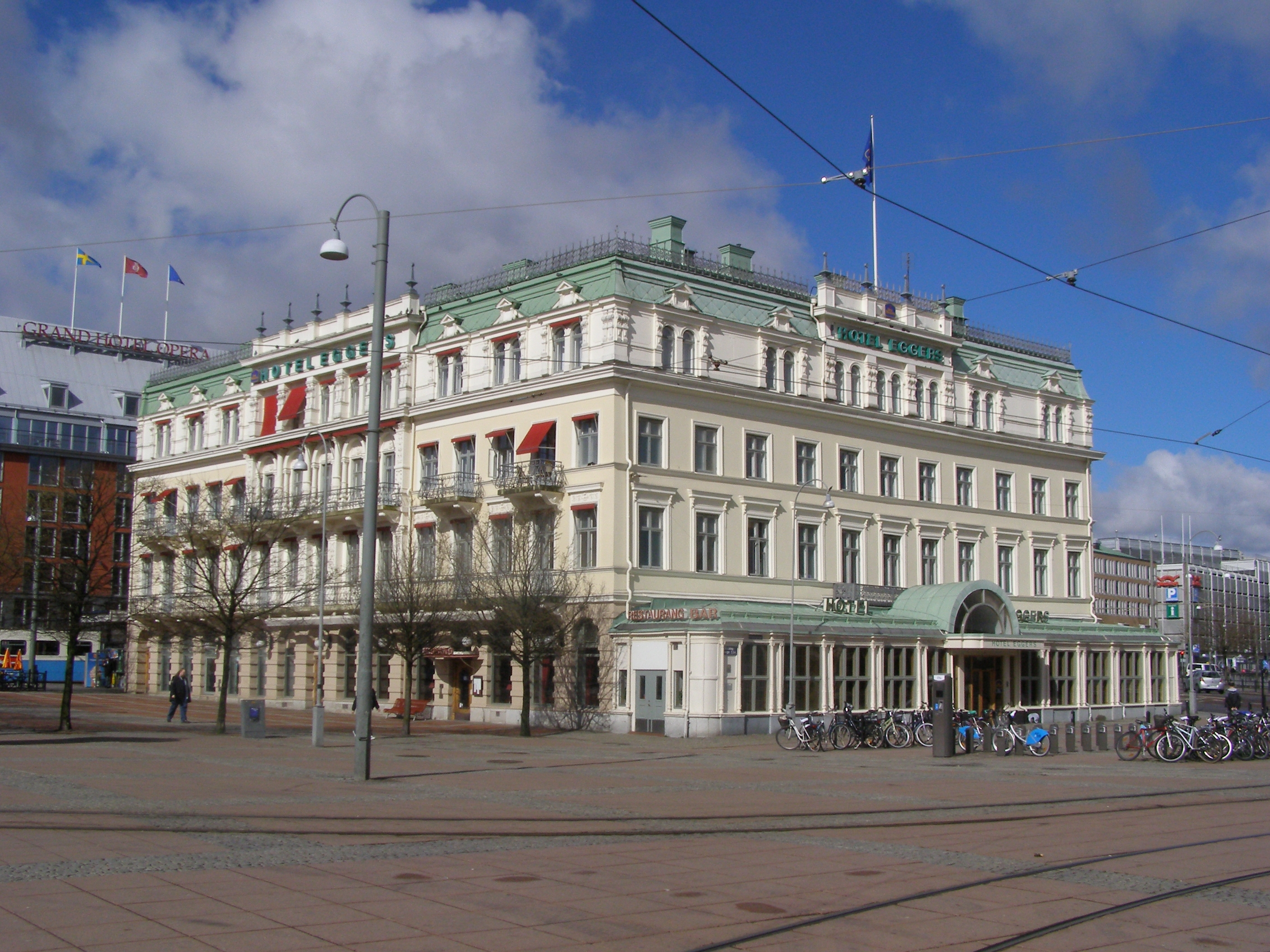
Hotel Eggers

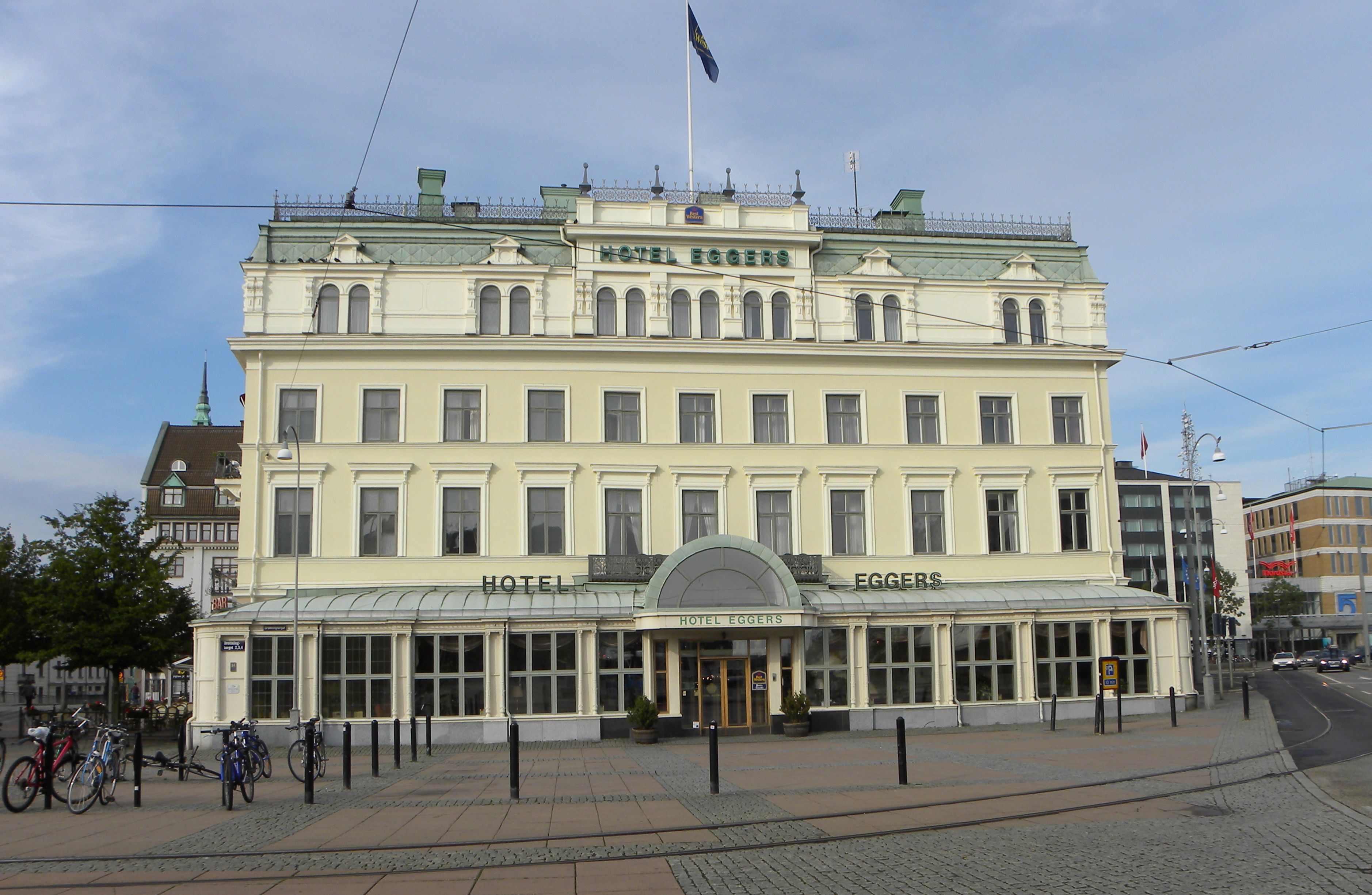
Hotel Eggers sett från Drottningtorget.

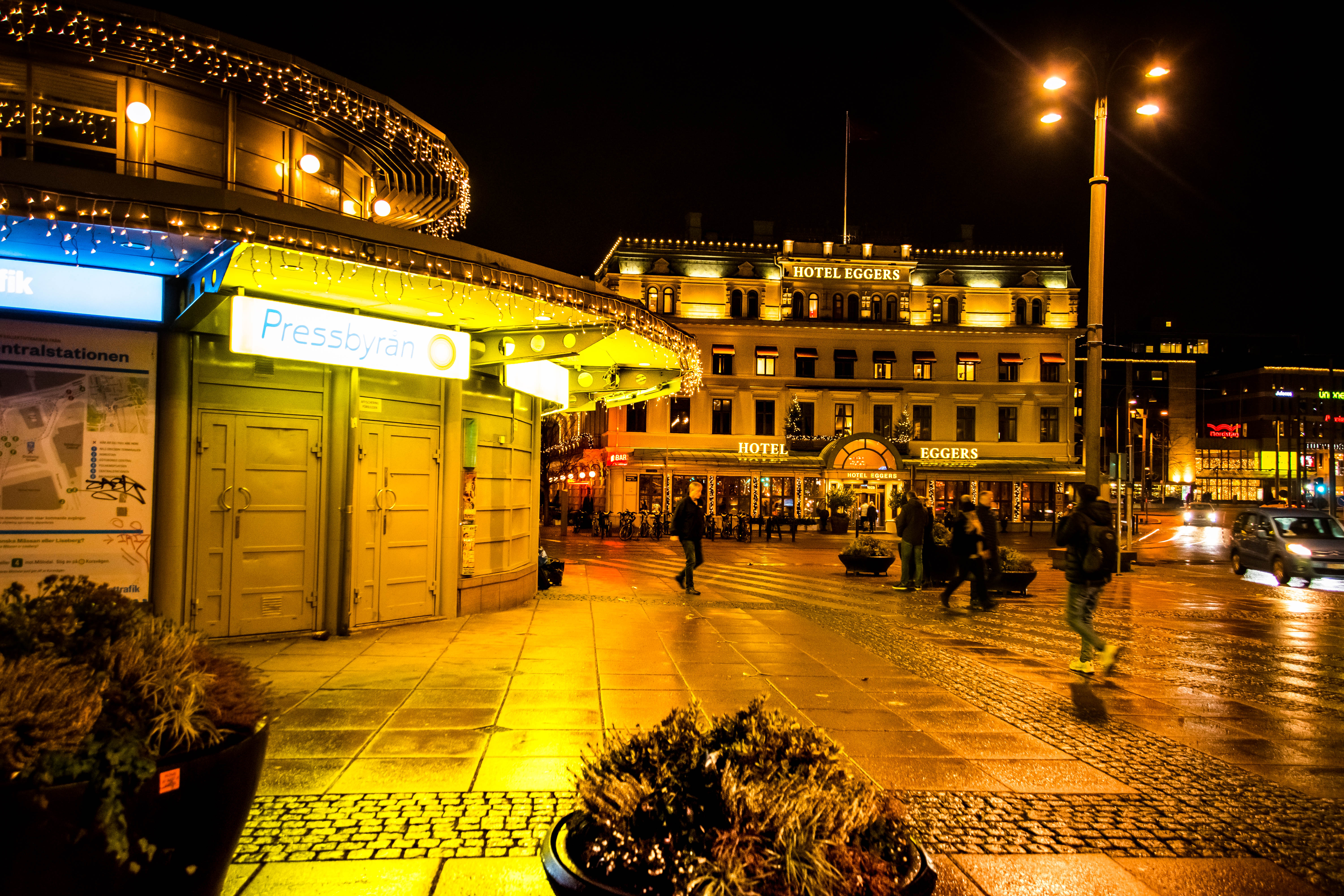
Hotel Eggers

Hotel Eggers, även Hôtel Eggers, är ett hotell vid Drottningtorget 3 i kvarteret 9 Nye Port i stadsdelen Nordstaden i centrala Göteborg. Huset är uppfört på resterna av bastionen Johannes Rex, som raserades kring 1810. Hotellets ursprung är Hotell Christiania, som startades 1877 och övertogs 1883 av Emil Eggers, som lät bygga om och modernisera det, samt 1894 gav hotellet dess nuvarande namn. År 1886 bildades Konstnärsförbundet i ett av rummen och flera filminspelningar har skett på hotellet.

## Historia
Det första hotell i kvarteret (6:e kvarteret nr 26-29) var ”Järnvägshotellet” som från våren 1861 drevs av traktörskan Wilhelmina Schmidt i de lokaler hon hyrt i nr 29 (Drottningtorget 4) av fastighetsägaren, bokhandlare C.F. Arwidsson. Lokalerna hade från 1858 till oktober 1860 utgjort konditor Levins butik. Schmidts Järnvägshotell existerade i 3 år fram till sommaren 1864 varefter genom auktion såldes vad som förefaller ha varit hotellets inventarier.
Nästa hotelletablering i kvarteret var Louise Lindqvists hotell som existerade 1867-1873 (från 1868 under namnet Järnvägshotellet) men på nr 27 i 6:e kvarteret, på den tomt som först 1899 kom att tillhöra Eggers.
Bokhandlare C.F. Arwidsson sålde 1875 6:e kvarteret nr 29 till hotellföreståndare Lars Efraim Lindblad. Under namnet Hotel Christiania grundades föregångaren till Hotel Eggers 1877 av Lindblad som tidigare hade drivit ett hotell med samma namn vid Magasinsgatan 1 (senare Hotel Neptun). Lindblad innehade Christiania till 1883, då han efterträddes av Emil Eggers, som var född 1850 i Bremen och som fick lära sig branschen från grunden. Först på Hôtel de l'Europe i Bremen, därefter på ett hotell i Bryssel, varefter han for till Paris. Det var här som Emil Eggers 1875 kom i kontakt med göteborgaren Lars Peter Haglund junior, som lockade honom till Göteborg för att bli förste kypare på Haglunds Hotell som långt senare (1888) blev Grand Hotel Haglund. Eggers gick därefter till att bli portier på Hotel Neptun vid Magasinsgatan.
Emil Eggers utvidgade och moderniserade därefter hotellet under elva år samt gav det namnet Hotel Eggers, och den storslagna invigningen skedde 5 november 1894. Hotellet innehöll då "...öfver 100 rum och salonger, ett elegant kafé, af glastak öfvertäckt gård, elevator, elektriskt ljus...". Hissen var en av stadens första, elektrisk belysning och telefon fanns i alla rum och det fanns tolv privata badrum. År 1906 ombildades företaget till aktiebolag. Emil Eggers efterträddes 1910 av sin son Axel Eggers, som ledde företaget i 32 år, fram till sin död 1942. Därefter utsågs Axel Eggers änka Ebba Eggers till verkställande direktör, men hon omkom i en flygolycka nära Frankfurt i Tyskland 1948. Den 28 juni 1947 utbröt en brand i hotellet, men brandkåren lyckades förhindra att hela byggnaden övertändes. Orsaken till branden har aldrig fastställts.
Efter Ebba Eggers död övertogs hotellet av Axel Eggers advokat Hilding Brodén. Han efterträddes av sonen Hans Brodén, som ägde det fram till år 1987. Under åren 1987–2014 ägdes hotellet av Jan och Gunilla Ramén, och sedan år 2015 innehas det av Lars-Olof Oskarsson och Anna Riis.
Hotel Eggers är ett av Sveriges äldsta storhotell, som fortfarande är i drift. Hotellet var också det första i Göteborg som 1880 öppnade en permanent verandaservering.

### Eggers vapen
Emil Egger lät, inspirerad av kontinentens förstaklasshotell, utveckla hotellets logotyp och vapen, vilket är fyllt av symbolik. Överst syns en bikupa med flygande bin, vilket symboliserar personalens flit och omsorgsfulla arbete. En glödlampa visar att hotellet är elektrifierat, vilket var unikt under hotellets tidiga historia. Nyckeln är portierns nyckel och svärdet symboliserar det beskydd hotellet ger gästerna. Ett E står för grundaren och har på senare tid ersatt en tidigare symbol för en säng.

### Konstnärsförbundet
Opponenterna var en grupp av 85 svenska konstnärer, bland andra Anders Zorn och Nils Kreuger, som under ledning av Ernst Josephson på 1880-talet organiserade sig i den så kallade Opponentrörelsen. De var missnöjda med utbildningen på Konstakademien, som de ansåg vara alltför traditionsbunden. De ansåg att naturalismen var konstens framtid. De framförde den 27 mars 1885 ett skriftligt krav på reformering av utbildningen, vilket avvisades. Till följd av detta bildade Opponenterna den 16 augusti 1886 Konstnärsförbundet i rum 134 på Hotel Eggers.

### Filminspelningar
Flera filmer och tv-serier har spelats in på hotellet, bland andra Vår tid är nu, Gynekologen i Askim, Håkan Hellströms musikvideo Känn ingen sorg för mig Göteborg, Dom över död man, Ted – För kärlekens skull, Borg, Upp till kamp, Ettor och nollor och Det mest förbjudna.

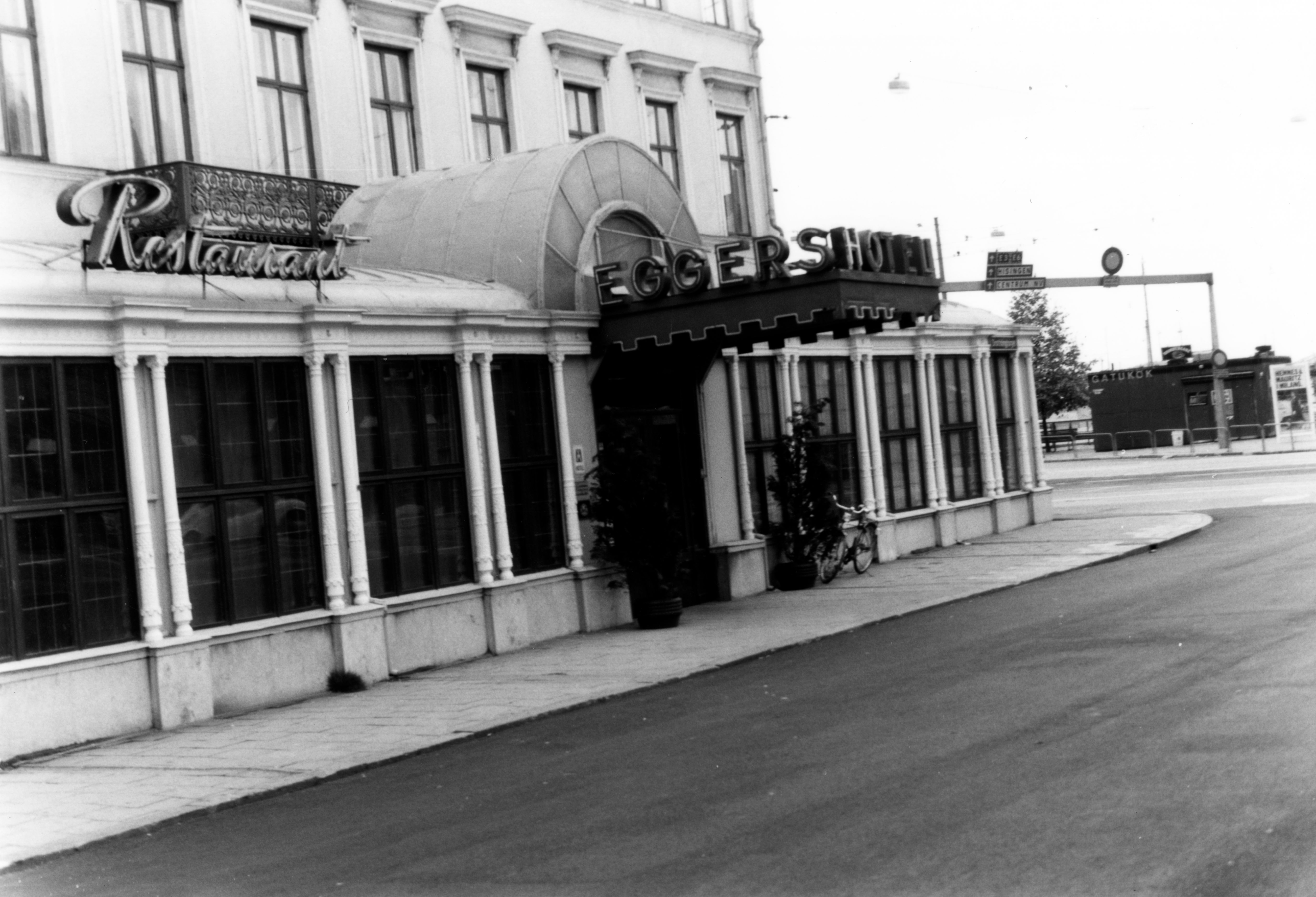
Entrén på hotellet, 1972.

## Fastigheten
Kvarterets indelning i fyra tomter fastställdes 1811. De två östra fick beteckningarna 6:e kvarteret, Printz Fredrik nr 3 & 4, från 1822 ändrades 3 & 4 till 28 & 29 och från 1837 var tomtbeteckningarna 6:e kvarteret nr 28 & 29. Den äldsta bebyggelsen på dessa två östra tomter var de två stenhus med 2 resp 3 våningar som handelsmannen Tobias Lundgren lät uppföra på tomt nr 28 resp nr 29 med fasader mot Trätorget (senare Drottningtorget) troligen redan 1814. Dessa fastigheter inköptes på en konkursauktion 1 juli 1818 av lanträntmästare Lars Arwidsson. Arwidsson, dennes änka och senare deras son, bokhandlare C.F. Arwidsson, ägde nr 28 fram till 1864 och nr 29 fram till 1875 då nr 29 köptes av hotellägare Lars Efraim Lindblad som byggde om fastigheten till hotell Christiania vilket öppnades 1877.
Emil Eggers övertog hotellrörelsen 1883, inköpte fastigheten 1884 samt tillskiftade sig 1891 grannfastigheten 6:e kvarteret nr 28. 
1892-1894 lät Emil Eggers genomföra en omfattande om- och påbyggnad av de två sammanfogade husen nr 28 och 29 efter ritningar av Louis Enders. Huset hade då i stort fått sitt nuvarande utseende. I juni 1894 började det nya namnet Hotel Eggers användas och 5 oktober genomfördes en storartad invigningsfest. 
År 1899 köpte Emil Eggers fastigheten åt väster, Drottningtorget 2 - Köpmansgatan 33, varvid andra våningen inreddes till hotell och tredje våningen var bostad fram till år 1956, varefter även den inreddes till hotell. Byggnaden revs 1994 för att lämna plats åt spårvägen.
År 1913 genomgick hotellet en grundlig renovering, då den kontinentala matsalen invigdes. Ungefär samtidigt kom sommarterrassen till, längs hela södra fasaden.
Sedan år 1944 ägs fastigheten av Göteborgs Stad och numera ägs och förvaltas den genom det kommunala fastighetsbolaget Higab. Byggnaden genomgick år 2015 en renovering, varvid den fick ny fasadbelysning och samtliga fönster byttes ut mot nytillverkade kopior av de gamla.
Byggnaden har, till följd av sitt läge i en trafikknutpunkt, flera gånger varit rivningshotad. Kommunens övertagande år 1944 var strategiskt, då det skulle ge dem möjlighet att riva hotellet, om trafiksituationen så skulle kräva. År 1983 fanns planer på att riva det.
Hotellet ligger omslingrat av två vändslingor i Göteborgs spårvägar.